# 김포시청
김포시청은 대한민국 경기도 김포시에 위치한 시청이다. 사우동에 위치해 있다.